# Farkas József (röplabdázó)
Farkas József (Budapest, 1938. december 3. – 2019. március 3.) Európa-bajnoki ezüstérmes magyar röplabdázó, sportfotóművész.

## Pályafutása
1951 és 1965 között a Vasas, 1966 és 1968 között az Újpesti Dózsa röplabdázója volt. 1962–63-ban 35 alkalommal szerepelt a magyar válogatottban. Tagja volt az 1963-as Európa-bajnoki ezüstérmes csapatnak. 1967 és 1992 között a Képes Sport fotóriportereként tevékenykedett.

## Sikerei, díjai

### Röplabdázóként
Magyarország
- Európa-bajnokság
  - ezüstérmes: 1963, Románia

 Vasas
- Magyar bajnokság
  - 2.: 1951, 1953, 1954, 1955
  - 3.: 1959–60, 1961–62, 1962–63
- Magyar kupa (MNK)
  - győztes: 1956

 Újpesti Dózsa
- Magyar bajnokság
  - 2.:  1966
  - 3.: 1967, 1968
- Magyar kupa
  - döntős: 1966

### Fotóművészként
- Ezüstgerely díj (1967, 1973, 1977)
- World Press fotópályázat – 3. helyezés (1973)
- MOB-médiadíj – életműdíj (2013)